# تشارلز روس
تشارلز روس (بالإنجليزية: Charles Ross)‏ (10 مايو 1863 بملبورن في أستراليا - 5 فبراير 1935 في أستراليا) هو لاعب كريكت أسترالي. لعب مع فريق فكتوريا للكريكت.

## وصلات خارجية
- تشارلز روس على موقع إي آس بي آن كريك إنفو (الإنجليزية)